# Ophis
Ophis (griech. ‚Schlange‘) ist eine 2001 gegründete deutsche Death-Doom-Band.

## Geschichte
Erstes doom-metal-lastiges Material, welches später unter dem Namen Ophis veröffentlicht werden sollte, entstand bereits im Jahre 2000, während Sänger und Gitarrist Philipp Kruppa noch bei der Band Rain of Ashes Schlagzeug spielte. Nachdem sich genügend Songs und Fragmente angesammelt hatten, wurde Ophis ursprünglich als Nebenprojekt ohne große Ambitionen in einer Viererbesetzung Ende 2001 gegründet. Zur Urbesetzung gehörten neben Philipp Kruppa auch Fredrik Winkler an der zweiten Gitarre, Johannes Gräbedünkel am Bass und Richard Nolte am Schlagzeug. Nach wenigen Monaten lösten sich Ophis auf, ohne etwas veröffentlicht zu haben oder live in Erscheinung getreten zu sein.
2002 nahm Philipp Kruppa alleine das Demo Empty, Silent and Cold auf. Aufgrund der positiven Reaktionen und der hohen Verkaufszahlen schlossen sich ein Jahr nach der Veröffentlichung Ende 2003 erst Richard Nolte (Schlagzeug) aus der Urbesetzung und Jan Baum (E-Gitarre), danach 2004 Oliver Schreyer (E-Bass) der Band an. Im Mai 2004 spielten Ophis ihren ersten Auftritt im Vorprogramm Primordial, sowie im Juli desselben Jahres mit Harmony Dies. Im Dezember wurde die MCD Nostrae mortis signaculum veröffentlicht. Auftritte in ganz Deutschland schlossen sich an. Richard Nolte verließ die Band im Frühjahr 2006. Er war im Anschluss bis 2014 Mitglied bei der Extreme-Metal-Band Negator und spielte unter anderem Schlagzeug auf deren 2010 und 2013 erschienenen Alben. Sein Nachfolger wurde Nils Groth.
Im Herbst 2007 erschien das erste Album Stream of Misery, welches Ophis im Doom-Metal-Untergrund bekannter machte. Ein Jahr später folgte eine kurze Europa-Tournee im Vorprogramm von Skepticism und Pantheist, sowie Auftritte auf Festivals wie Metal Bash und Hell’s Pleasure. Im selben Jahr wurde Oliver Schreyer durch Oliver Kröplin ersetzt.
Im Herbst 2009 unterschrieben Ophis einen neuen Plattenvertrag bei dem russischen Doom-Metal-Label Solitude Productions, auf dem im Sommer 2010 das zweite Album Withered Shades erschien. Das Album erntete fast ausschließlich überragende Kritiken in der Metal-Presse und wurde von den Lesern des Online-Magazins Metal Storm auf Platz zwei der Metal-Storm-Awards in der Kategorie Best extreme Doom Metal album gewählt. Das Metal-Magazin Deaf Forever nahm Withered Shades in seine Liste der 150 besten Doom-Metal-Alben auf. Auf diesem Album entwickelten Ophis ihre Musik in eine eigenständigere Richtung, was sich vor allem in komplexeren Songstrukturen äußerte. Die Stücke gewannen dabei deutlich an Länge, so dass das Album bei einer Spielzeit von über einer Stunde nur fünf Titel enthält.
Jan Baum verließ die Band 2011 und wurde durch Martin Reibold-Mühlbach ersetzt, weitere Auftritte in Deutschland und im europäischen Ausland folgten. Im Sommer 2012 gingen Ophis mit Ahab und Esoteric auf Europatournee. Im Anschluss wurde die Split-CD Immersed zusammen mit Officium Triste veröffentlicht, welche über das spanische Label Memento Mori Records erschien.
Im April 2013 wurden die Mini-CD Nostrae mortis signaculum und das Album Stream of Misery mit einigen Bonustracks unter dem Namen Effigies of Desolation wiederveröffentlicht, im Sommer folgte eine Europa-Tour durch Holland, Belgien, England, Polen, Lettland, Estland und Finnland zusammen mit Evoken und Evadne.
Am 5. September 2014 erschien das dritte Album Abhorrence in Opulence wie schon Effigies of Desolation über Cyclone Empire. Das Album stellt eine konsequente Weiterentwicklung des auf Withered Shades eingeschlagenen musikalischen Weges dar. Im Zuge des Albums spielten Ophis diverse Einzelkonzerte in Europa, darunter erstmals auch Russland. Im August 2015 traten Ophis auch beim Party.San Open Air auf. Im Februar 2016 absolvierte die Band eine Doppelheadliner-Tournee mit Ataraxie. Im Anschluss verließ Martin Reibold-Mühlbach die Band und wurde durch Simon Schorneck (Crimson Swan) ersetzt. Auch Nils Groth erklärte seinen Ausstieg und spielte seinen letzten Auftritt mit der Band am 26. November beim Doom over Bukarest Festival. Im Anschluss daran wurde Steffen Brandes (Cryptic Brood) als neuer Schlagzeuger der Band vorgestellt.
Am 12. Oktober 2017 veröffentlichten Ophis ihr viertes Album The Dismal Circle über FDA Records, welches stilistisch deutlich düsterer ausfiel als der Vorgänger und die Death-Metal-Einflüsse in den Hintergrund stellte. Im folgenden Jahr absolvierten Ophis eine Europatournee mit der australischen Doom-Metal-Band Mournful Congregation.
Am 20. April 2019 gab die Band auf ihrer Netzpräsenz bekannt, dass Simon und Steffen durch Floris Lange van Ravenswaay (Todtgelichter) und Ole Fink (Gorezone) ersetzt wurden. In dieser Besetzung wurde während der COVID-19-Pandemie das fünfte Album der Band aufgenommen, welches am 29. Oktober 2021 unter dem Namen Spew Forth Odium erneut über FDA Records veröffentlicht wurde. Stilistisch ist dieses Album wieder etwas näher an den Stil des Albums Withered Shades angelehnt. Aufgrund der pandemiebedingten Einschränkungen wurde das Album nur in geringem Maße live promoted. Unter anderem trat die Band im Vorprogramm von Tiamat in Griechenland auf. Erst im November 2023 wurde eine Europatour gemeinsam mit Isole gespielt.
Philipp Kruppa und Oliver Kröplin sind außerdem in der Epic-Doom-Metal-Band (Fvneral Fvkk) aktiv.

## Stil
Ophis spielen nach eigenen Angaben „monolithischen, depressiven und nihilistischen Doom Metal“ mit Einflüssen von „rohem, aggressiven Old-School-Death-Metal“. Rezensenten heben vor allem in den Frühwerken Einflüsse von Bands wie My Dying Bride und Paradise Lost hervor, welche in den Anfangszeiten einen musikalischen Haupteinfluss bildeten, verorten den Stil aber auch im Einflussgebiet des Funeral Doom.
Mitglieder der Band gaben mehrfach in Interviews an, von einer Vielzahl unterschiedlichster Bands auch außerhalb des Doom Metals beeinflusst zu sein, genannt wurden dahingehend beispielsweise Asphyx. Allerdings entstehe der eigentliche Stil unwillkürlich, es gebe kein konkretes Vorhaben, Death Doom zu spielen, sondern es dränge einfach heraus.
Für die Konzeption der Liedtexte zeichnet zum Großteil Sänger Philipp verantwortlich. Inhaltlich basieren sie „bis auf ganz wenige Ausnahmen alle auf persönlichen Erfahrungen, Gefühlen und Gedanken“, die er mit sich „herumtrage“. Während die Texte auf frühen Veröffentlichungen kathartischen Charakter haben, repräsentieren die jüngeren eher eine Analyse seiner alltäglichen Beobachtungen. Den düsteren Charakter der Texte begründete Philipp im Januar 2008 mit der Aussage: „die Welt ist ja nun nicht gerade ein Lebkuchenhaus“.

## Name
Nach Aussagen des Sängers Philipp wurde der Name Ophis einerseits als biblische Metapher, andererseits als Personifizierung einer Katharsis, für Erleuchtung, Selbstreflexion und Erkenntnis gewählt. Er wurde von dem Kult der Ophiten abgeleitet und stehe in gewollter Antithese zu dogmatischen Religionen.

## Rezeption
Ophis haben sich früh in der deutschen und internationalen Doom-Szene einen Namen gemacht. Velvet von metal-district.de gab im Januar 2008 an, dass die Band seit Stream of Misery zu den „vielversprechendsten deutschsprachigen Vertretern“ des Doom Metals gehöre und auf eine Stufe mit My Dying Bride, Evoken, Katatonia und Skepticism gestellt werde.
Christian Heckmann von metal1.info konstatiert der Band im Juni 2009, eine feste Größe im europäischen Doom Metal zu sein. Inhonorus von stormbringer.at vergleicht die Band in einer Rezension des Albums Abhorrence In Opulence mit frühen My Dying Bride, Katatonia und Ahab.

## Diskografie

### Studioalben
- 2007: Stream of Misery (Album, Imperium Productions, wiederveröffentlicht 2015 als Doppel-LP über Disharmonic Records)
- 2010: Withered Shades (Album, Solitude Productions)
- 2014: Abhorrence in Opulence (Album, Cyclone Empire)
- 2017: The Dismal Circle (Album, FDA Records)
- 2021: Spew Forth Odium (Album, FDA Records)

### Demos, EPs und Mini-CDs
- 2002: Empty, Silent and Cold (Demo-CD, wiederveröffentlicht 2008 als Musikkassette über Karge Welten Kunstverlag)
- 2004: Nostrae mortis signaculum (MCD, Cxxtbxxcher Records)
- 2012: Immersed (Split-CD mit Officium Triste, Memento Mori Records)
- 2013: Effigies of Desolation (Wiederveröffentlichung von Nostrae mortis signaculum und Stream of Misery mit Bonustracks, Cyclone Empire)